# Söllereckbahn
Die Söllereckbahn ist eine 2025 Meter lange Kleinkabinenbahn in der Nähe von Oberstdorf am 1706 m hohen Berg Söllereck.
Sie überwindet einen Höhenunterschied von 345 Metern und galt bis zum Bau der Fellhornbahn II als die längste Einseilumlaufbahn Deutschlands. Die Söllereckbahn verfügt über Kabinen mit einem Fassungsvermögen von je zehn Personen. Das Seil der Söllereckbahn, das zugleich Zug- und Tragseil ist, hat einen Durchmesser von 41 mm und eine Länge von 4150 Metern. Von 1950 bis 1997 war die Söllereckbahn ein durch Von Roll gebauter, zweisitziger, kuppelbarer Sessellift. Im Sommer 1996 baute man die Beton-Fundamente für die neue Gondelbahn von Doppelmayr. Im April 1997 wurden der Sessellift stillgelegt und die Bauarbeiten für die neue Bahn fortgeführt, die im Juli 1997 in Betrieb ging. Das Gebäude des Sessellifts diente als Teil der Garage für die Kabinen der Gondelbahn. Im Jahre 2020 wurde die Bahn durch eine moderne Einseilumlaufbahn der Firma Leitner mit Kabinen für je zehn Personen ersetzt. Aufgrund des Corona-Lockdown im Winter 2020/21 konnte die Bahn jedoch erst Ende Mai 2021 für den Publikumsverkehr freigegeben werden.
Die Söllereckbahn ist ein Unternehmen der Oberstdorfer Bergbahn AG. Die Aktiengesellschaft steht mit jeweils 24,99 % im Eigentum des Marktes Oberstdorf und Behr Holdung GmbH, ferner halten die Leitner GmbH 18,21 % und der Verschönerungsverein Oberstdorf 14,44 % der Aktien, 17,4 % der Aktiengesellschaft befinden sich in Streubesitz. Die Gesellschaft betreibt neben der Söllereckbahn unter anderem die Sommerrodelbahn Allgäu-Coaster, eine Allwetterrodelbahn vom Typ Alpine-Coaster mit etwa 900 m Länge. Neben der Söllereckbahn befinden sich noch vier Skilifte im Skigebiet Söllereck-Höllwies: Wannenköpflelift, Ochsenhöflelift, die ebenfalls erneuerte Schrattenwangbahn und Höllwieslift. Auch das Berghaus Schönblick steht im Eigentum der Oberstdorfer Bergbahn AG.
Nach einem dem finanziellen Einbruch des Gesamtumsatzes in der Saison 2019/2020 auf 2,8 Millionen Euro, schloss der Bergbahnbetrieb die Saison 2022/2023 mit 7,194 Millionen Euro ab, wobei die Gastronomiebetriebe bei schwierigen Wetterbedingungen in diesem Geschäftsjahr ihren Umsatz mit 659.000 Euro auf dem Vorjahresniveau halten konnten. Im Geschäftsjahr 2022/2023 wurden von Anfang Mai bis November 234.601 und 366.372 Besucher Gäste im Winterbetrieb gezählt. Am 30. November 2023 waren 39 Mitarbeiter auf der Söllereckbahn mit Nebenbetreiben beschäftigt.
Der gesamte Energiebedarf am Söllereck wird mit 100 % Ökostrom aus alpiner Wasserkraft vom Versorger AllgäuStrom und mit der neu errichteten Fotovoltaikanlage gedeckt und soll mit neuesten Techniken weiter optimiert und noch effizienter werden. Die Oberstdorfer Bergbahn AG beteiligt sich im Rahmen der Marke „OK-Bergbahnen“ auch an der Initiative „MyMountainNature“, in der die verschiedenen, umfangreichen Maßnahmen zur Nachhaltigkeit, u. a. gegen Lichtverschmutzung und das übermäßige Heizen von Bahnstationen, zusammengefasst werden.
Lage Talstation
Lage Bergstation